# Marcus Shelby
Marcus Anthony Shelby (* 2. Februar 1966 in Anchorage) ist ein amerikanischer Jazzmusiker (Kontrabass, Komposition).

## Leben und Wirken
Shelby wuchs zunächst in Memphis, dann in Sacramento auf. Als Jugendlicher spielte er kurzzeitig Kontrabass, gab aber das Musizieren auf, bis er sich nach dem Besuch eines Konzerts von Wynton Marsalis wieder der Musik widmete. Er zog nach Los Angeles und begann mit dem Schlagzeuger Billy Higgins zu arbeiten. Mit dem Charles-Mingus-Stipendium, das er 1990 erhielt, konnte er das California Institute of the Arts besuchen und Komposition bei James Newton und Bass bei Charlie Haden studieren.
Shelby gehörte von 1991 bis 1996 zur Hard-Bop-Band Black/Note, mit der er tourte und vier Alben veröffentlichte. Seitdem lebt er in San Francisco, wo er sein Marcus Shelby Jazz Orchestra, sein Marcus Shelby Septet und sein Marcus Shelby Trio leitet. Mit dem großformatigen Marcus Shelby Orchestra, das seit 25 Jahren besteht, hat er fünf Alben veröffentlicht. Seit 2013 ist er Mitglied der San Francisco Arts Commission. Seit mehr als 20 Jahren ist er in der Equal Justice Society engagiert.
Shelby hat mit einer Reihe von Künstlern zusammengearbeitet, darunter Tom Waits, aber auch Angela Davis (Blues Legacies and Black Feminism), Joanna Haigood (Dying While Black and Brown), Margo Hall (Bebop Baby, Sonny’s Blues) sowie Produktionen des Oakland Ballets wie Ella, dem The SF Girl Choir (2013) oder dem Oakland Youth Chorus (2014). Er sprach außerdem in dem 2020 mit dem Oscar ausgezeichneten Disney-Pixar-Film Soul die Rolle des Ray Gardener.
Shelby hat mehrere Oratorien und Suiten komponiert, darunter Harriet Tubman, Beyond the Blues: A Prison Oratorio, Soul of the Movement: Meditations on Dr. Martin Luther King Jr., Black Ball: The Negro Leagues and the Blues und Green and Blues sowie die 2018 von Opera Parallel produzierte Kinderoper Harriet’s Spirit. Shelby komponierte auch Filmmusik und die Musik für Anna Deavere Smiths Theaterstück und Fernsehfilm Notes from the Field.
Darüber hinaus ist Shelby Dozent am Berkeley Young Musician Program, der San Francisco State University und dem Stanford Jazz Workshop.

## Diskographische Hinweise

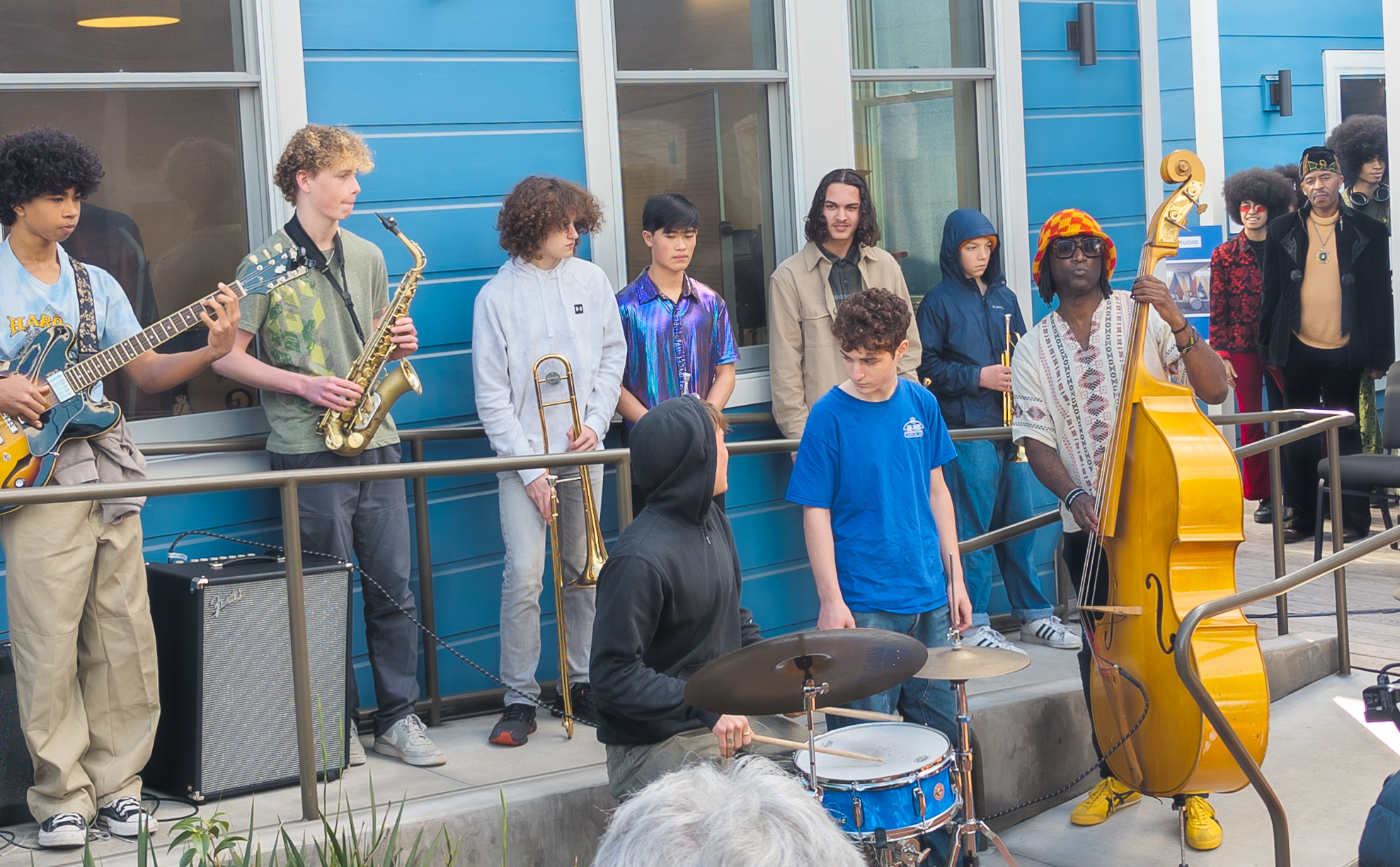
Marcus Shelby mit Studenten im San Francisco Community Music Center (2024)

- 1997: Marcus Shelby Trio: Un Faux Pas! (Noir)
- 1998: Marcus Shelby and the Jazzantiqua Music Ensemble: Midtown Sunset (Noir)
- 1998: Marcus Shelby Trio: Sophisticate (Noir)
- 2001: Marcus Shelby Jazz Orchestra: The Lights Suite (Noir)
- 2006: Marcus Shelby Jazz Orchestra: Port Chicago (Noir)
- 2008: Marcus Shelby Jazz Orchestra: Harriet Tubman (Noir)
- 2011: Marcus Shelby Jazz Orchestra: Soul of the Movement: Meditations on Dr. Martin Luther King Jr. (Porto Franco)
- 2019: Marcus Shelby Jazz Orchestra: Transitions (Bandcamp)